# 马尾藻甾醇
马尾藻甾醇（英語：Saringosterol），也被称为24-羟基-24-乙烯基胆固醇，是一种藻类甾醇，存在于马尾藻科（Sargassaceae）和巨藻科（Lessoniaceae）等褐藻中 ，对结核分枝杆菌（学名：Mycobacterium tuberculosis）有抑制活性。